# Новоликеево
Новолике́ево — деревня в Кстовском районе Нижегородской области, административный центр Новоликеевского сельсовета.
Деревня располагается на левом берегу реки Кудьмы, к юго-востоку от райцентра — города Кстово. Примыкает к автомагистрали «Волга».
В деревне расположено отделение Почты России (индекс 607676).

## Население
| 2002 | 2010  |
| ---- | ----- |
| 2767 | ↘2716 |

## Церковь Святителя Николая
Деревянная церковь в честь праздника Введения во храм Пресвятой Богородицы была построена в 1891 году. Колокольня также была деревянная и была построена в 1906 году.
Позднее церковь была перестроена на каменную, и освящена во имя святителя Николая Чудотворца Мирликийского. В 1938 году церковь закрыли. В документах 1944 года указано, что церковь была разобрана под склад.
В 1998 году под молитвенный дом было передано здание бывшего магазина и после переустройства освящено иерейским чином. Службы совершаются с 16 февраля 1999 года.
В декабре 2008 года при молитвенном доме была устроена деревянная колокольня, на которой были размещены 6 колоколов весом от 6 до 164 кг.
В 2009 году приходу передана земля, на которой стояла церковь. Вместе с землёй была передана располагающаяся на ней бывшая совхозная контора.

## Известные уроженцы
Зайцев, Андрей Иванович (род.1981) - российский ученый - сейсмолог, доктор физико-математических наук, член-корреспондент РАН (2 июня 2022) 